# Недиспергирующий инфракрасный анализатор

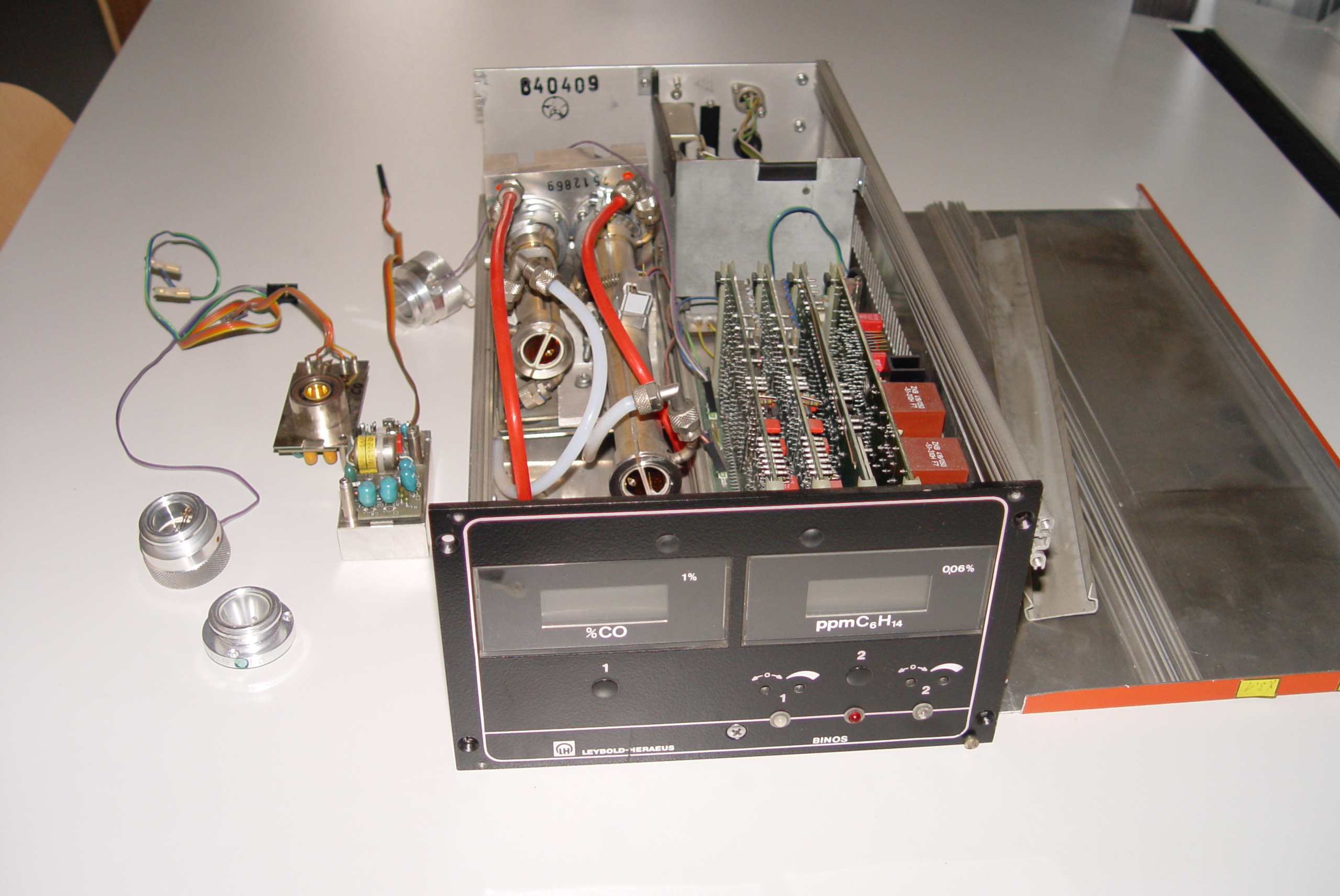
NDIR с одной двойной трубкой для CO и другой двойной трубкой для углеводородов

Недисперги́рующий инфракра́сный анализа́тор (англ. nondispersive infrared sensor, NDIR) — простой спектроскопический сенсор, часто используемый в качестве газового детектора. Он называется недиспергирующим, потому что не содержит устройства, разлагающего спектр излучения — диспергирующего устройства, например, призмы, применяемого в спектрографах.

## Принцип работы
Главные составные части недиспергирующего газового анализатора — источник инфракрасного излучения, камера с образцом, светофильтр и инфракрасный детектор. Инфракрасное излучение направляется через камеру с образцом в детектор. Перед детектором либо перед камерой с образцом установлен светофильтр, поглощающий весь спектр, за исключением тех длин волн, которые способны поглощать молекулы определяемого газа.
Параллельно размещён параллельный оптический канал в котором стоит другая камера с эталонным газом, не поглощающим в инфракрасной части спектра, обычно с азотом. Исследуемый газ в камере для образца вызывает поглощение определённых длин волн, присущих природе этого газа в соответствии с законом Бугера — Ламберта — Бера. Ослабление этого излучения измеряется инфракрасным детектором, по степени поглощения определяют концентрацию исследуемого газа в газовой смеси.
В идеальном случае молекулы других газов не поглощают свет на длинах волн поглощения исследуемого газа и не снижают количество света, достигающего детектора, однако некоторая перекрестная чувствительность (влияние на измерение концентрации интересующего газа других газов в газовой смеси) неизбежна.
Инфракрасный поток излучения обычно делают прерывистым или модулированным с помощью обтюраторов, чтобы можно было вычесть тепловые инфракрасные фоновые сигналы из измеряемого оптического сигнала.
Недиспергирующие инфракрасные анализаторы часто встречаются в системах ОВК.
Конфигурации с несколькими светофильтрами, установленными на разных детекторах либо на вращающемся барабане, позволяют одновременно проводить измерения на нескольких выбранных длинах волн.

## Газы и их длины волн
- Кислород (O2) — 0,763 мкм[4].

Спектры поглощения некоторых газов в ближней и средней инфракрасной части спектра

- Диоксид углерода (CO2) — 4,26 мкм[5]; 2,7 мкм, также 13 мкм[4].
- Монооксид углерода (CO) — 4,67 мкм[5]; 1,55 мкм; 2,33 мкм; 4,6 мкм; 4,8 мкм, 5,9 мкм[4].
- Оксид азота(II) (NO) — 5,3 мкм, NO2 восстанавливается до NO, после чего они измеряются вместе как NOx; NO также поглощает ультрафиолетовое излучение на 195—230 нм, NO2 измеряется на 350—450 нм[6] в случаях, когда известно, что концентрация NO2 низкая, то последнее часто игнорируется и измеряется только NO; также на 1,8 мкм[4].
- Оксид азота(II) (NO) — 6,17—6,43 мкм; 15,4—16,3 мкм; 496 нм (УФ)[4].
- Оксид азота(IV) (NO2) — 7,73 мкм (существует перекрестная чувствительность с NO2 и SO2)[7][5]; 1,52 мкм; 4,3 мкм; 4,4 мкм, также около 8 мкм[4].
- Азотная кислота (HNO3) — 5,81 мкм[4].
- Аммиак (NH3) — 2,25 мкм, 3,03 мкм; 5,7 мкм[4].
- Сероводород (H2S) — 1,57 мкм, 3,72 мкм, 3,83 мкм[4].
- (SO2) — 7,35 мкм; 19,25 мкм[4].
- Фтороводород (HF) — 1,27 мкм; 1,33 мкм[4].
- Хлороводород (HCl) — 3,4 мкм[4].
- Бромоводород (HBr) — 1,34 мкм; 3,77 мкм[4].
- Иодоводород (HI) — 4,39 мкм[4].
- Углеводороды — 3,3—3,5 мкм, колебания связи C—H[5].
- (CH4) — 3,33 мкм, также может использоваться 7,91 (±0,16) мкм[8]; 1,3 мкм; 1,65 мкм; 2,3 мкм; 3,2-3,5 мкм; около 7,7 мкм[4].
- Ацетилен (C2H2) — 3,07 мкм[4].
- Пропан (C3H8) — 1,68 мкм; 3,3 мкм[4].
- Хлорметан (CH3Cl) — 3,29 мкм[4].
- Вода (H2O) — 1,94 мкм; 2,9 мкм (перекрестная чувствительность с CO2)[5], также может использоваться 5,78±0,18 мкм для устранения перекрестной чувствительности с CO2[8], 1,3 мкм; 1,4 мкм; 1,8 мкм[4].
- Озон (O3) — 9,0 мкм[5], также 254 нм (УФ)[4].
- Пероксид водорода (H2O2) — 7,79 мкм[4].
- Смеси низших спиртов — 9,5±0,45 мкм[8].
- Формальдегид (HCHO) — 3,6 мкм[4].
- Муравьиная кислота (HCOOH) — 8,98 мкм[4].
- Сульфид карбонила (COS) — 4,87 мкм[4].